# Polsat

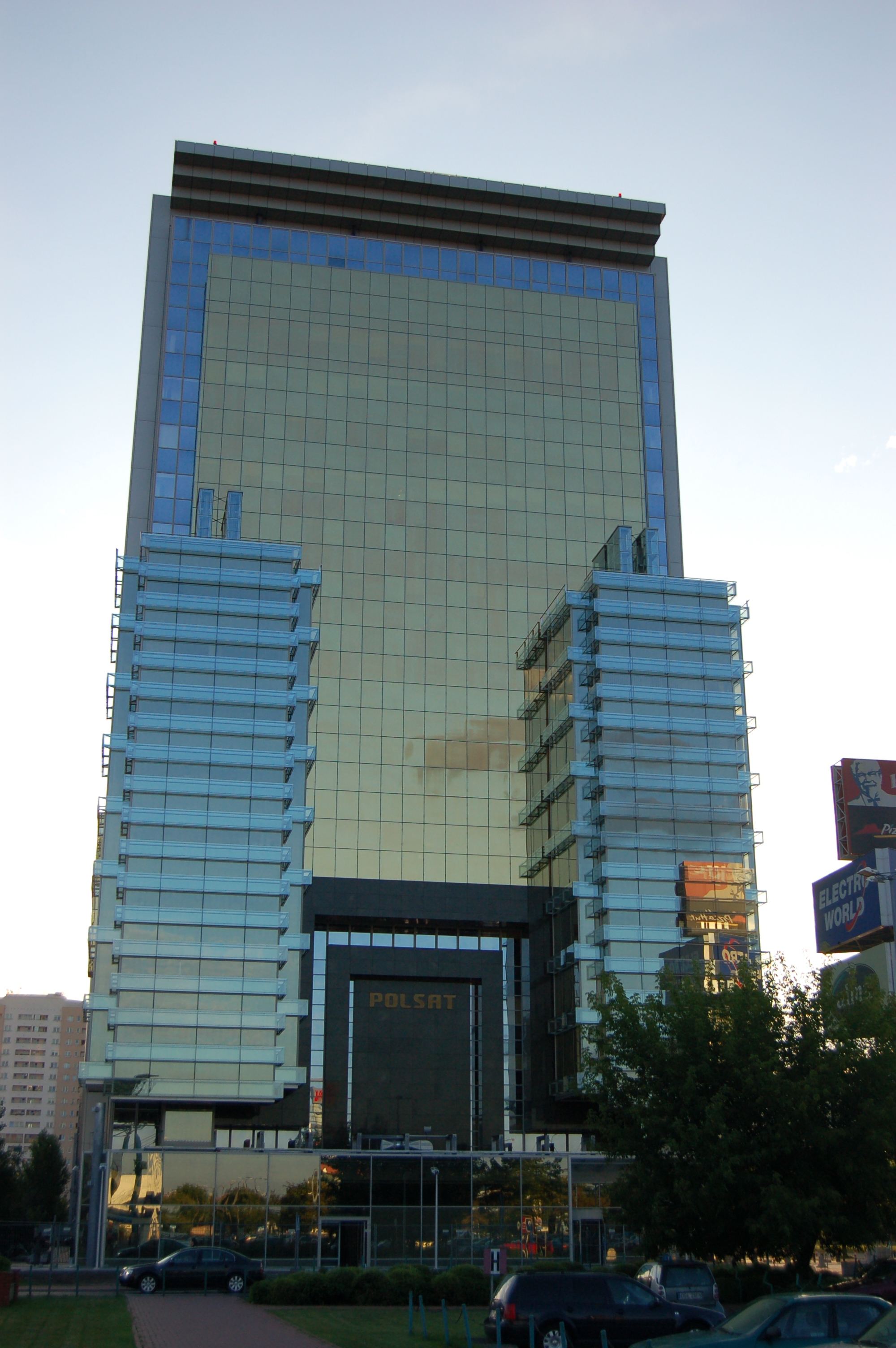
Sede di Polsat a Varsavia

Polsat è il primo canale televisivo privato polacco fondato il 5 dicembre 1992 da Zygmunt Solorz-Żak. Iniziò ad emettere il proprio segnale dai Paesi Bassi, oggi offre una vasta offerta di programmi nel suo bouquet satellitare Polsat Cyfrowy.
Oggi il canale Polsat ha uno share di circa il 10–12% per tutto l'anno.
Le trasmissioni televisive principalmente proprie produzioni e adattamenti (programma di notizie, serie TV, talk show, reality show).

## Canali del Gruppo Polsat
I suoi canali di proprietà sono:
- Polsat
- Polsat HD
- Polsat 2
- Polsat 2 HD
- Super Polsat
- Super Polsat HD
- TV4
- TV4 HD
- TV6
- TV6 HD
- Polsat News
- Polsat News HD
- Polsat News 2
- Polsat News 2 HD
- Polsat News Polityka
- Polsat News Polityka HD
- Polsat Sport 1
- Polsat Sport 1 HD
- Polsat Sport 2
- Polsat Sport 2 HD
- Polsat Sport 3
- Polsat Sport 3 HD
- Polsat Sport Fight
- Polsat Sport Fight HD
- Polsat Sport Premium 1
- Polsat Sport Premium 2
- Polsat Sport Premium 3 PPV
- Polsat Sport Premium 4 PPV
- Polsat Sport Premium 5 PPV
- Polsat Sport Premium 6 PPV
- Eleven Sports 1
- Eleven Sports 1 HD
- Eleven Sports 2
- Eleven Sports 2 HD
- Eleven Sports 3
- Eleven Sports 3 HD
- Eleven Sports 4
- Eleven Sports 4 HD
- Eleven Sports 1 4K
- Polsat Café
- Polsat Café HD
- Polsat Play
- Polsat Play HD
- Polsat JimJam
- Polsat Film
- Polsat Film HD
- Polsat Seriale
- Polsat Seriale HD
- Polsat Doku
- Polsat Doku HD
- Crime+Investigation Polsat
- Crime+Investigation Polsat HD
- Polsat Music
- Polsat Music HD
- Disco Polo Music
- Eska TV
- Eska TV HD
- Eska TV Extra
- Eska TV Extra HD
- Eska Rock TV
- Polo TV
- Polo TV HD
- VOX Music TV
- 4Fun TV
- 4Fun Dance
- 4Fun Kids
- Wydarzenia 24
- Wydarzenia 24 HD
- Polsat Film 2
- Polsat X
- Polsat Reality
- Polsat Comedy Central Extra
- Polsat Comedy Central Extra HD
- Polsat Viasat Nature
- Polsat Viasat Nature HD
- Polsat Viasat History
- Polsat Viasat History HD
- Polsat Viasat Explore
- Polsat Viasat Explore HD
- Polsat Games
- Polsat Games HD
- Polsat Rodzina
- Polsat Rodzina HD
- Polsat 1

### Canali attivi in passato
- Nasza TV
- TVR BRYZA
- TVL
- TV Vigor
- TV 51
- TV Aval
- NTL
- TeDe
- Dla Ciebie
- ONA
- Formula 1
- ON
- Smyk
- Junior
- Filmax
- Relaks
- Muzyczny Relaks
- Komedia
- INFO Dokument
- INFO
- Teleuniwersytet
- Polsat 2 INFO
- Polsat 2 International
- Sport
- Polsat Zdrowie I Uroda
- Polsat Futbol
- TV Biznes
- Polsat Biznes
- Polsat News +
- Polsat Sport 2
- Polsat Sport 2 HD
- Polsat Sport 3
- Polsat Sport 3 HD
- Tenis Premium 1
- Tenis Premium 1 HD
- Tenis Premium 2
- Tenis Premium 2 HD
- Polsat Romans
- Radio PIN
- Playboy Polska
- Play TV
- Polsat Volleyball 1
- Polsat Volleyball 1 HD
- Polsat Volleyball 2
- Polsat Volleyball 3
- Polsat Volleyball 4
- Muzo TV
- Polsat Food Network
- Polsat Food Network HD
- ATM Rozrywka
- Superstacja
- Superstacja HD
- Polsat Sport
- Polsat Sport HD
- Polsat Sport Extra
- Polsat Sport Extra HD
- Polsat Sport News
- Polsat Sport News HD
- Muzo FM